# Epse Gorssel Combinatie
SSA Epse Gorssel Combinatie (ECG) was een samenwerkingsverband tussen de Nederlandse voetbalverenigingen uit Epse en Gorssel in Gelderland. De samenwerking begon in 2015 en eindigde in 2018.

De samenwerking ontstond in 2015 nadat de besturen van SV Epse en VV Gorssel besloten om de seniorenelftallen van beide clubs samen te voegen. SSA Epse Gorssel Combinatie beschikte over vier mannenelftallen en een vrouwenelftal. Het eerste elftal van EGC speelde in de Vijfde klasse zondag (2017/18).
De jeugdteams van beide clubs bleven spelen onder de eigen clubnaam, maar er werden ook samengestelde jeugdteams gevormd die speelden onder de naam "ST: Gorssel/Epse", onder andere een MO15 team.
De thuiswedstrijden van de EGC teams werden zowel gespeeld op het sportpark Het Hassink in Epse als op het sportpark Gerstlo in Gorssel.

Het tenue van ECG was donkerblauw shirt met een witte bies, witte broek en donkerblauwe sokken.
Het uittenue was een lichtblauw shirt, witte broek en lichtblauwe sokken.

Toen de samenwerking stopte bleven de verenigingen nog wel samenwerken en behield men een gezamenlijk meidenteam, de MO15, onder de naam: “ST: Gorssel/Epse”. In 2019/20 was ook die samenwerking afgelopen.

## Competitieresultaten 2016–2018
| 5 5H |

| 7 5D |

| 10 5F |

| Vijfde klasse |